# Parkia panurensis
Parkia panurensis är en ärtväxtart som beskrevs av H.C.Hopkins. Parkia panurensis ingår i släktet Parkia och familjen ärtväxter. Inga underarter finns listade i Catalogue of Life.